# Schietpartij in München op 22 juli 2016
Op de avond van 22 juli 2016 werden in München meerdere mensen doodgeschoten in en rondom een winkelcentrum. Tien personen, onder wie de dader, werden gedood en enkele tientallen mensen raakten gewond. De hulp van speciale politie-eenheid GSG 9 werd ingeroepen.

## Verloop
Om 17.51 uur werd er geschoten in een McDonald's in München. Een man schoot er op een groep van zes tieners die aan een tafel zaten, waarvan er vijf overleden en één zwaargewond raakte. Direct daarna verliet de schutter het restaurant. Op straat begon hij richting een elektronicawinkel te schieten en vervolgens gericht op vluchtende mensen, waarvan er drie dodelijk getroffen werden. In het winkelcentrum schoot hij bij de roltrappen nog iemand dood.
Tegen 18.00 uur liep de schutter via een overdekte loopbrug naar de aangrenzende parkeergarage. Vanaf de loopbrug en in de parkeergarage loste hij meerdere schoten, zonder iemand te raken. Op het bovenste parkeerdek aangekomen, had hij een woordenwisseling met een man die zich op het balkon van diens flatwoning bevond, en vuurde twee keer richting het balkon. Een andere man raakte daarbij gewond aan zijn rug door delen van een terugkaatsende kogel.
Om 18.04 uur werd de schutter ontdekt door politieagenten die zich op een balkon van het winkelcentrum bevonden. Een van hen vuurde eenmaal op hem, maar miste. Hierop vluchtte de schutter, en verborg zich langere tijd achtereenvolgens in het trappenhuis van een huis en in een fietsenstelling. Om 20.26 uur verliet hij zijn schuilplaats en liep enkele politieagenten tegen het lijf. Voor hun ogen schoot hij zichzelf neer.

## Dader
De Duitse politie bevestigde dat de schutter een 18-jarige Duitse man van Iraanse afkomst was. Zijn motief voor de schietpartij was onduidelijk; er werd geen link met terrorisme gevonden. Het zou gaan om een man met depressie.

## Herkomst wapen
De schutter had zijn wapen waarschijnlijk via het dark web gekocht. Het betrof een onklaar gemaakt wapen, maar door enige aanpassingen was het toch weer bruikbaar.